# Friedrich von Graevenitz (Forstmeister)
Erich Friedrich Hans Karl von Graevenitz (* 4. Januar 1790 in Marihn; † 22. November 1870 in Neustrelitz) war ein deutscher Forstmann, Offizier und Hofbeamter in Mecklenburg-Strelitz.

## Leben
Friedrich von Graevenitz stammte aus dem mecklenburgischen Zweig des Adelsgeschlechts von Graevenitz. Sein Vater war der Kammerherr Hans von Graevenitz (1756–1843) auf Waschow und Dodow (beides heute Ortsteile von Wittendörp), seine Mutter Gustava, geb. von Oertzen (1770–1849), eine Tochter von Georg Ludwig von Oertzen auf Kittendorf. 
Um 1810 begann er eine Forstausbildung an Johann Heinrich Cottas Forstlehranstalt in Zillbach (Schwallungen). 1812 trat er in den Dienst von Karl II. (Mecklenburg). Im Frühjahr 1813 folgte er dem Aufruf des Herzogs zur Beteiligung an den Befreiungskriegen und meldete sich zum Mecklenburg-Strelitzischen Husaren-Regiment. Er erhielt eine Berufung zum Secondelieutenant und nahm bis zum Sommer 1814 am Feldzug teil, der ihn bis nach Paris führte. Für seinen Einsatz erhielt er am 31. März 1814 das Eiserne Kreuz 2. Klasse.
Im Sommer 1814 kehrte er nach Neustrelitz zurück. 1815 erhielt er die Ernennung zum Kammerjunker sowie zum Forst- und Jagdjunker. Um 1820 wurde er Kammerherr, 1824 Kammerassessor und Forstmeister. Von 1829 bis 1863 leitete er als Oberlandforstmeister den Jagd- und Forstbetrieb von Mecklenburg-Strelitz. 1841 erhielt er bei Gelegenheit der Hochzeit von Caroline zu Mecklenburg mit dem dänischen Kronprinzen den Königlich Preußischen St. Johanniterorden und war nach der Wiederherstellung des Ritterordens 1852 damit Ehrenritter des Johanniterordens. 1864 ernannte ihn Herzog Friedrich Wilhelm II. zum Präsidenten der herzoglichen Kammer und verlieh ihm das Großkomturkreuz des Hausordens der Wendischen Krone.
Am 8. Juli 1831 heiratete er in Darmstadt Oktavia, geb. von Günderrode (1810–1870), eine Tochter des Großherzoglich Hessischen Oberappellationsgerichtspräsidenten Friedrich Justinian von Günderrode, wodurch er auch Mitglied des Frankfurter Patriziats wurde.
Das Ehepaar hatte vier Söhne und zwei Töchter. Ihre Tochter Marie (1832–1913) heiratete Wilhelm von Blücher (1827–1910), deren Sohn Gebhard von Blücher (1856–1892) war der Vater von Joachim von Blücher.